# (5156) Golant
(5156) Golant es un asteroide perteneciente al cinturón de asteroides, descubierto el 18 de mayo de 1972 por Tamara Mijáilovna Smirnova desde el Observatorio Astrofísico de Crimea (República de Crimea).

## Designación y nombre
Designado provisionalmente como 1972 KL. Fue nombrado Golant en honor al académico soviético-ruso Víctor Evgen'evich Golant, director del departamento de física del plasma, física atómica y astrofísica en el Instituto Físico-Técnico Ioffe en San Petersburgo. Ampliamente conocido por su trabajo en los campos de la fusión termonuclear controlada, la interacción de las ondas electromagnéticas con plasma, procesos de transferencia, diagnósticos de plasma y el calentamiento de plasma en tokamaks.

## Características orbitales
Golant está situado a una distancia media del Sol de 2,397 ua, pudiendo alejarse hasta 2,850 ua y acercarse hasta 1,944 ua. Su excentricidad es 0,188 y la inclinación orbital 5,567 grados. Emplea 1355,83 días en completar una órbita alrededor del Sol.
El próximo acercamiento a la órbita terrestre se producirá el 29 de abril de 2056.

## Características físicas
La magnitud absoluta de Golant es 13,9.